# Ángel Gustavo Infante
Ángel Gustavo Infante (Caracas, 22 de diciembre de 1959) es un narrador, investigador literario y docente universitario venezolano. Ha obtenido, entre otros, los siguientes reconocimientos: Premio de Cuentos de El Nacional (1987), Premio de la Bienal “José Rafael Pocaterra” (2004) y Premio Municipal de Literatura (2008). Es profesor Titular de la Universidad Central de Venezuela, donde ejerce la docencia en pre y postgrado y dirige, desde el año 2014, el Instituto de Investigaciones Literarias de la Facultad de Humanidades y Educación de la Universidad Central de Venezuela.

## Biografía

### Formación
En la década de 1980, participó en distintos talleres de creación literaria conducidos por Tomás Eloy Martínez, Carlos Noguera, Rafael Cadenas, y  de guion cinematográfico por Frank Baiz Quevedo. A partir de entonces comenzó a escribir de una manera organizada y se propuso entender las formas narrativas y abordarlas lo mejor posible para realizar un historia con vida propia.
En 1984 obtuvo la licenciatura en Letras por la Universidad Central de Venezuela, y en 1990, el título de Magíster en Literatura latinoamericana por la Universidad Simón Bolívar.

### Actividad profesional
Ángel Gustavo Infante ha ejercido la docencia en la Universidad Católica Andrés Bello, la Universidad Nacional Abierta y la Universidad Central de Venezuela, en la cual ingresó en 1991, como investigador y donde también ha ejercido la docencia en pregrado y postgrado, así como distintos cargos académico-administrativos.
Asimismo, se ha desempeñado en distintas actividades vinculadas al libro. Ejerció como Especialista en Información en la Biblioteca Nacional de Venezuela (1980-1987), ha sido miembro del Consejo de redacción de las revistas “Paréntesis” (1980), “Tierra Nueva” (1990), “Investigaciones literarias”, coordinador editorial y facilitador en actividades de formación literaria en universidades públicas y privadas venezolanas. Ha sido tutor de trabajos de licenciatura y de maestría, jurado de concursos y ascensos de docentes universitarios, evaluador de proyectos y de trabajos de investigación, jurados en concursos literarios, lector y evaluador de trabajos para editoriales y revistas académicas. Ha impartido charlas y coordinado talleres de expresión literaria en instituciones culturales y universidades. Es autor de trabajos que han sido publicados en revistas científicas, en libros y presentados en eventos especializados.

### Proyectos de investigación
En el área de investigación literaria ha sido investigador principal o coinvestigador en proyectos sobre autores, movimientos y procesos de la literatura venezolana. 
- “Fermín Toro, obra literaria”, 2013. Coordinador e investigador principal.[4]
- “Letras, lingüística, literatura venezolana”, 2013. Coinvestigador.
- “La crítica literaria en Venezuela”, 2007. Coordinador e investigador principal.[5]
- “Antología gráfica en el Cojo Ilustrado”, 2006. Coinvestigador.[6]

## Premios

### Reconocimientos literarios
Ángel Gustavo Infante ha sido galardonado en distintos concursos literarios con el primer lugar:
- Premio Municipal de Literatura (Mención Narrativa), 2008.
- Premio de Narrativa de la Bienal latinoamericana de literatura “José Rafael Pocaterra”, 2004.
- Premio de Radio. Mención Guion Documental Original. 1997. Otorgado por el Centro de estudios latinoamericanos Rómulo Gallegos (CELARG) – Alcaldía de Chacao – Radio Caracas Radio.
- Premio de Narrativa Bicentenario del General "Rafael Urdaneta",1988.
- Premio del Concurso de Cuentos de El Nacional, 1987.
- Premio CONSUCRE para las Artes. Mención "Miguel Otero Silva" de Literatura,1987.
- Premio de Narrativa FUNDARTE, 1986.

### Reconocimientos académicos
Sobre la actividad de investigación.
- Profesor Titular de la Universidad Central de Venezuela. Mención Honorífica, 2017.
- Orden José María Vargas. Segundo Grado. Placa. Universidad Central de Venezuela, 2010.
- Premio de la Fundación Venezolana de Promoción al Investigador (PPI), 2006, 2004, 2003.
- Premio de la Comisión Nacional del Sistema para el Reconocimiento de Méritos a los Profesores de las Universidades Nacionales (CONABA), 2004.
- Premio Nacional del Libro-2002.  III Premio Dejewara, Libro Científico: Ciencias Sociales, 2003.
- Premio a la Investigación. Área Humanidades. Universidad Nacional Abierta, 2002.
- Premio a la Mejor Publicación en una Revista Especializada. Área Humanidades. Universidad  Nacional Abierta, 2002, 1997.
- Comisión Nacional del Sistema para el Reconocimiento de Méritos a los profesores de las Universidades Nacionales, 2000, 1998.
- Programa de Estímulo al Investigador. Universidad Central de Venezuela, 1999, 1997.
- Premio a la Mejor Ponencia. Área Humanidades. Universidad Nacional Abierta, 1997, 1996.

## Obra
La obra de Ángel Gustavo Infante está publicada en libros, folletos, revistas, antologías y plataformas digitales.

### Narrativa en libros y folletos
- Cerrícolas (4 ediciones: 1987, 1991, 2004, 2012). Cuentos. 980-253-023-9.
- Joselolo (1987, 2010). Cuento. 980-265-937-1.
- Yo soy la rumba (1992). Novela. 980-293-147-0.
- Una mujer por siempre jamás (2007). Cuentos. ISBN 980-011-477-7.
- Todos vuelven (2012). Obra narrativa recogida. ISBN 980-237-333-8.

### Narrativa en antologías
- “Díptico para Tidinha”. En José Balza (comp). El cuento venezolano. Caracas: Ediciones de la Biblioteca Central, Universidad Central de Venezuela, 2012. ISBN 978-980-00-2705-9.
- “Joselolo”. En Gomes, M. López Ortega, A. Pacheco, C. (comps.). La vasta brevedad. Antología del cuento venezolano del siglo XX. Caracas: Alfaguara, 2010. ISBN 978-980-15-0348-4.
- “Una mujer por siempre jamás”. En Tornés Reyes, Emmanuel (comp.). Contar es un placer. Selección de cuentos hispanoamericanos. La Habana: Casa Editora Abril, 2008.
- “Donde mis ojos vuelva. Mariela”.  En Viso Rodríguez, Manuel (comp.). El cuento breve en Venezuela. Antología (1970-2004). Caracas: Editorial Actum, 2005. ISBN 980-63-5410-9.
- “Una mujer por siempre jamás”. En Cuentos venezolanos. La Habana: Editorial Arte y Literatura. Colección Orbis, 2005. ISBN 959-03-0338-2.
- “Una mujer por siempre jamás”. En Marchevska, R. (comp.). Antología del cuento hispanoamericano actual. Sofía, Bulgaria: Editorial Lik, 2002.
- “Fin de semana”. En Miranda, J. (Comp.). El gesto de narrar. Caracas. Monte Ávila, 1999. ISBN 980-010-892-0.
- “Joselolo”. En Barrera Linares, L. (Coordinador). Re‑cuento. El relato breve venezolano 1960‑1990. Caracas. Fundarte. Delta 33, 1994. ISBN 978-980-25-3216-2.
- “Joselolo”. En Bastardo, A. (Comp.). Narradores de El Nacional 1946‑1992. Caracas. Monte Ávila. Continentes, 1992. ISBN 980-010-731-2.
- “Charles Ray en las tinieblas”. En Barrera Linares, L. (Comp.). Memoria y cuento. 30 años de narrativa venezolana (1960‑1990). Caracas. Contexto Audiovisual 3/Pomaire, 1992. ISBN 980-29-0078-8.

### Teoría y crítica literaria
La obra de crítica literaria de la autoría de Ángel Gustavo Infante reúne libros y más de 20 artículos en libros y 50 artículos en publicaciones periódicas. Algunos de ellos:
- “Poética del cuento”. En Pacheco, C. y Barrera Linares, L. (Compiladores). Del cuento y sus alrededores. Aproximaciones a una teoría del cuento. Caracas: Monte Ávila, 1993 y 1997. ISBN 980-01-0541-7.
- Poética del cuento. Selección teórica. Maracay. Secretaría de Cultura del Estado Aragua. Cuadernos de Taller 2., 1993.
- Primeros momentos del pasado crítico. Formación de la crítica literaria venezolana 1810-1870. Caracas: Fondo Editorial de Humanidades y Educación. Universidad Central de Venezuela, 2002. ISBN 980-00-8564-5.
- “Tributo a la contracultura”. En López Ortega, Antonio. (Comp.) Nuevo país de las letras. Caracas: Banesco, 2016. ISBN 978-980- 66-7109- 6.
- http://banesco.blob.core.windows.net/banesco-prod-2015/wp-content/uploads/Libro_Nuevo-Pais-Literario.pdf
- “Un Caribe light: salsa diluida en Las voces secretas”. En Varios. Prueba de sonido. El discurso social de las narrativas musicales. Caracas: Ediciones de la Biblioteca – EBUC. Universidad Central de Venezuela, 2016. (Artículo) 978-980-00-2813-1.
- “Estética y mercado de la novela actual (un viejo tormento nuevo)”. En Alario, A. Infante, A. Martínez, M. Morenza, M. Pineda, R. Sandoval, C. Leer la realidad: estudios críticos sobre el contexto en la narrativa venezolana. Caracas: Ediciones de la Biblioteca – EBUC. Universidad Central de Venezuela, 2012. ISBN 978-980-00-2726-4.
- Cronología y bibliografía. En Semprum, Jesús. Crítica, visiones y diálogos. N.º 236. Caracas: Fundación Biblioteca Ayacucho, 2007. ISBN 980-276-438-8.
- Los críticos finiseculares o el lento arranque de la modernidad. En Barrera, González, Pacheco (Coordinadores). Nación y literatura: itinerarios de la palabra escrita en la cultura venezolana. Caracas: Fundación Bigott-Banesco-Equinoccio, 2006. ISBN 978-980-64-2873-7.
- Estética de la rebelión: los manifiestos literarios. En Hirshbein, C. (comp.). Temas de literatura venezolana. Caracas: Fondo Editorial de Humanidades y Educación UCV, 2002. ISBN 980-00-2097-7.
- “Ámbito de la fiesta y la abyección: La ciudad en Campeones”. En Achugar y Lasarte (Compiladores).Guillermo Meneses ante la crítica. Caracas. Monte Ávila, 1992. ISBN 980-01-0547-6.

### En plataformas digitales
- Trío Caribe. Piano, trompeta y voz. 2018. Libro electrónico. http://triocaribe.blogspot.com/
- Sección “Ronería”. 2018-2019.
- Sección “Cantina”. 2017-2020.
- Caupo, el poeta caudillo. 2017.
- “Las empresas culturales de Mariano Picón Salas”. Prodavinci, 2016.[7]
- El otro yo de Enrique Iriarte: Culebra ebra ebra abra. 2016. El Estilete.
- De la noche y su trompeta: Las fugas de Al Ramos (I y II). 2016.
- Canelita Medina. De la negritud que canta (I y II). 2016.

### Traducciones
- Une femme à jamais pour toujours. En Lévesque, Gaëtan (Dir.). Anthologie de récits vénézuéliens contemporains. Montreal (Québec), Canadá: XYZ éditeur, 2009. ISBN 978-289-26-1553-1
- Una donna mai e poi mai. En Gerendas, J. y Balza, J. (Compiladores). Narrativa venezolana attuale. Roma: Bulzoni Editores, 1995. ISBN 978-88-71-1984-7